# Božići (Prijedor)
Pour les articles homonymes, voir Božići.
Božići (en serbe cyrillique : Божићи) est un village de Bosnie-Herzégovine. Il est situé sur le territoire de la ville de Prijedor et dans la république serbe de Bosnie. Selon les premiers résultats du recensement bosnien de 2013, il compte 100 habitants.

## Démographie

### Évolution historique de la population dans la localité
| 1948 | 1953 | 1961 | 1971 | 1981 | 1991 | 2013 |
| ---- | ---- | ---- | ---- | ---- | ---- | ---- |
| -    | -    | 416  | 310  | 278  | 194  | 100  |

|  |

### Communauté locale
En 1991, la communauté locale de Božići comptait 342 habitants, répartis de la manière suivante :